# Clima continental húmedo
El clima continental húmedo es el clima continental que presenta precipitaciones a lo largo de todo el año; en verano hay lluvias que pueden presentarse en forma de tormentas y en invierno se producen nevadas. En la clasificación climática de Köppen, puede referirse al clima Df, en donde la D indica que es continental y la f indica que es húmedo (del alemán feucht = húmedo). Sin embargo, es común encontrar en la literatura climatológica que la denominación clima continental húmedo se refiera al clima continental de latitudes templadas; para este concepto ver: clima continental templado.
El clima continental húmedo se sitúa en el hemisferio norte aproximadamente de 40° N hasta 70° N, y a diferencia de los climas oceánicos (que son templados húmedos), son alcanzados en invierno por los vientos gélidos del frente polar, los cuales son ciclónicos y se denominan borrascas;  produciendo inviernos muy fríos y tormentosos que dejan nieve que permanece en el suelo durante largos períodos de tiempo, lo que popularmente se ha llamado "invierno ruso".

## Subtipos

### Clima continental húmedo de verano cálido (Dfa)
Es el clima continental húmedo templado cálido, también llamado clima danubiano. Los veranos cálidos y abundante lluvia son favorables para el desarrollo agrícola del maíz, trigo, cebada y soya, además del desarrollo del ganado vacuno y porcino. La vegetación típica es el bosque de frondosas caducifolio y pradera.

### Clima continental húmedo de verano moderado (Dfb)
Es el clima continental húmedo templado hemiboreal, también llamado clima polaco o ruso-polaco. Los veranos menos cálidos y duro invierno hacen más difícil el desarrollo agrícola, limitándose a cultivos de rápida maduración y pasto para animales. Es el típico clima continental húmedo, con veranos que son similares a los que tienen en el clima oceánico templado y precipitaciones entre 480 y 650 mm. La vegetación típica es el bosque mixto (caducifolio y de coníferas).

### Clima subpolar húmedo (Dfc)
Es el clima subpolar húmedo o clima siberiano, con verano breve; y su variante que es el clima subalpino húmedo. Es el clima continental de mayor extensión, encontrándose ampliamente en Siberia, norte de Rusia, Escandinavia, Canadá y Alaska, generalmente en latitudes de 50° a 70°N. Los veranos son cortos y frescos o fríos, y la nieve se presenta durante gran parte del año. La vegetación incluye amplias áreas del bosque de coníferas perennifolio denominado taiga. El calor del verano es insuficiente para descongelar el subsuelo (permafrost), por lo que la agricultura es difícil salvo en áreas más al sur o cerca del océano, como ocurre en la península de Kamchatka o en la isla Sajalín.

### Clima hipercontinental húmedo (Dfd)
Es el clima continental fuerte húmedo de invierno hipergélido también llamado clima yakuto. Presenta muy grandes oscilaciones térmicas y la vegetación típica es la taiga caducifolia.